# Los dúo
 Los Dúo  es el trigesimocuarto álbum de estudio lanzado por Juan Gabriel, el 10 de febrero de 2015, siendo la primera parte de la producción de duetos de este cantautor. Este álbum contiene los temas clásicos del cantautor acompañado de varios artistas tales como: Isabel Pantoja, Juanes, Alejandra Guzmán, Luis Fonsi, Laura Pausini, David Bisbal, Natalia Jiménez, José María Napoleón, Natalia Lafourcade, Vicente Fernández y Marco Antonio Solís, entre otros.
El primer sencillo del álbum, titulado «Querida» a dúo con el cantante Juanes, fue lanzado el 13 de enero de 2015.
En 2016 obtuvo los siguientes galardones en los Premios Billboard de la música latina en: Top Álbum Latino Del Año, Top Álbum Latino Del Año, Masculino, Álbum Pop Latino Del Año, Álbum Pop Latino Artista Del Año, Solitario, Álbumes Pop Latino Artista del Año, Solitario.
En 2016 el autor fue galardonado con un premio póstumo en los Premios Grammy Latinos en la categoría Mejor Álbum Vocal Pop Tradicional.

## Lista de canciones
- Edición estándar

| Los dúo |                                                                    |          |  |
| N.º     | Título                                                             | Duración |  |
| 1.      | «Querida» (featuring Juanes)                                       | 4:55     |  |
| 2.      | «Se me olvidó otra vez» (featuring Marco Antonio Solís)            | 3:16     |  |
| 3.      | «Hasta que te conocí» (featuring Joy Huerta (del duo Jesse & Joy)) | 8:48     |  |
| 4.      | «La diferencia» (featuring Vicente Fernández)                      | 3:31     |  |
| 5.      | «Si quieres» (featuring Natalia Jiménez)                           | 5:41     |  |
| 6.      | «Así fue» (featuring Isabel Pantoja)                               | 6:32     |  |
| 7.      | «Yo te bendigo mi amor» (featuring David Bisbal)                   | 4:19     |  |
| 8.      | «Caray» (featuring Alejandra Guzmán)                               | 4:05     |  |
| 9.      | «Siempre en mi mente» (featuring Espinoza Paz)                     | 3:57     |  |
| 10.     | «Abrázame muy fuerte» (featuring Laura Pausini)                    | 6:01     |  |

- Edición deluxe[6]

| Los dúo: edición deluxe |                                                       |          |  |
| N.º                     | Título                                                | Duración |  |
| 11.                     | «Te lo pido por favor» (featuring Luis Fonsi)         | 4:03     |  |
| 12.                     | «Verás» (featuring José María Napoleón)               | 4:25     |  |
| 13.                     | «Amor es amor» (featuring Antonio Orozco)             | 4:10     |  |
| 14.                     | «Pero que necesidad» (featuring Emmanuel)             | 5:42     |  |
| 15.                     | «Ya no vivo por vivir» (featuring Natalia Lafourcade) | 6:14     |  |
| 16.                     | «Vienes o voy» (featuring Fifth Harmony)              | 3:37     |  |

## Charts y certificaciones

### Semanales
| País           | Chart     | Lista            | Mejor posición |
| 2015           | 2015      | 2015             | 2015           |
| -------------- | --------- | ---------------- | -------------- |
| México         | AMPROFON  | Top 20 Español   | 1              |
| México         | AMPROFON  | Top 20 semanal   | 5              |
| México         | AMPROFON  | Top 100          | 1              |
| Estados Unidos | Billboard | Billboard 200    | 25             |
| Estados Unidos | Billboard | Top Latin Albums | 1              |
| Estados Unidos | Billboard | Latin Pop Albums | 1              |

### Certificación
| País           | Organismo certificador | Certificación               | Ventas certificadas | Ref.   |
| -------------- | ---------------------- | --------------------------- | ------------------- | ------ |
| México         | AMPROFON               | 2× Diamante + Platino + Oro | 1.500.000           | [ 13 ] |
| Estados Unidos | RIAA                   | Platino + oro               | 1.300.000           | [ 14 ] |
| Colombia       | ASINCOL                | Oro                         | 250.000             | [ 15 ] |